# Степнянское сельское поселение (Лискинский район)
Степня́нское се́льское поселе́ние — муниципальное образование в Лискинском районе Воронежской области.
Административный центр — посёлок совхоза «Вторая Пятилетка».

## География
Площадь территории поселения — 259 га. Сельское поселение граничит с муниципальными образованиями Лискинского муниципального района: на юго-востоке со Сторожевским 2-м сельским поселением, на юго-западе со Среднеикорецким сельским поселением, на северо-западе с Краснознаменским и Высокинским сельскими поселениями, на северо-востоке с Дракинским сельским поселением, а также с Давыдовским городским поселением.

## Население
| 2010  | 2012  | 2013  | 2014  | 2015  | 2016  | 2017  |
| ----- | ----- | ----- | ----- | ----- | ----- | ----- |
| 1161  | ↘1131 | ↘1125 | ↘1117 | ↘1111 | ↘1104 | ↘1097 |
| 2018  |       |       |       |       |       |       |
| ↗1100 |       |       |       |       |       |       |

## История
Степнянский сельсовет образован Постановлением Президиума Воронежского областного Совета народных депутатов № 153 от 22 мая 1992 года. Законом Воронежской области от 2 декабря 2004 года № 85-ОЗ. Степнянский сельсовет наделён статусом сельского поселения.

## Населённые пункты
В состав поселения входят 2 населённых пункта:
1. посёлок совхоза «2-я Пятилетка»
2. хутор Берёзово